# James Bryant Conant
James Bryant Conant, född 26 mars 1893 i Dorchester i Boston, Massachusetts, död 11 februari 1978 i Hanover, New Hampshire, var en amerikansk kemist, diplomat och kulturpolitiker. Han var under många år en omdanande rektor vid Harvard University och den förste amerikanske ambassadören i Västtyskland.

## Biografi
Efter studier vid Harvard University avlade Conant doktorsexamen 1916. Under första världskriget tjänstgjorde han vid amerikanska armén med utveckling av giftiga gaser.
Conant blev biträdande professor i kemi vid Harvard 1919 och utnämndes 1929 till professor i organisk kemi vid detta universitet och specialiserade sig på fria radikalers kemi samt strukturen hos klorofyll. Han var en av de första att utforska det komplexa förhållandet mellan kemisk jämvikt och reaktionshastighet i kemiska processer. Han undersökte biokemin hos oxihemoglobin och publicerade tre rapporter om hur man kan använda polymeriserat isopren till att skapa syntetisk gummi.
År 1933 valdes han till rektor för universitetet och gjorde som sådan en rad förändringar vad gällde synen på antagning av studenter och kraven på forskares prestationer. Under hans tid kunde kvinnor för första gången antas till medicinsk eller juridisk utbildning vid läroanstalten.
Under andra världskriget spelade han en viktig organisatorisk roll i arbetet med att utveckla atombomben. Den 16 juli 1945 var han en av de dignitärer som var närvarande vid Alamogordo när Trinitytestet, den första sprängningen av en atombomb, utfördes. Han var också medlem i den kommitté som rådde president Harry S. Truman att använda kärnvapen i Japan 1945.
År 1953 utnämndes Conant till High Commissioner i Västtyskland för att övervaka återinrättandet av tysk suveränitet och var åren 1955–1957 USA:s förste ambassadör där.
Efter denna sejour ägnade han sig framför allt åt utbildningsfrågor och verkade bland annat för en bredare social rekrytering till det högre amerikanska utbildningsväsendet.
Mellan 1965 och 1969 arbetade Conant, som led av en hjärtsjukdom, på sin biografi, My several lives. Efter ett antal slaganfall under 1977 försämrades hans hälsa, och han dog på ett vårdhem i Hanover, New Hampshire, den 11 februari 1978. Hans kropp kremerades och hans aska begravdes i Thayer-Richards familjegrav på Mount Auburn Cemetery.